# غريغ لويس (كرة سلة)
غريغ لويس (بالإنجليزية: Greg Lewis)‏ مواليد 6 سبتمبر 1978 في آكرون، هو لاعب كرة سلة أمريكي. بدأ مسيرته الاحترافية في سنة 2002. يلعب في دوري كرة السلة الوطني الأرجنتيني. يحمل الرقم 42. يبلغ طوله 6 قدم 6 بوصة (2.0 م).

## المسيرة الاحترافية
لعب مع لوندرينا في موسم 2003–2004، ثم لعب مع فريق لايونيون في سنة 2012، ثم لعب مع أسوسيان ديبورتيفا أتيناس في الدوري الأرجنتيني في سنة 2012.

## روابط خارجية
- غريغ لويس على موقع كرة السلة الأوروبية.كوم (الإنجليزية)
- غريغ لويس على موقع كلية كرة السلة في سبورتس رفرنس.كوم (الإنجليزية)
- غريغ لويس على موقع ريلجم (الإنجليزية)